# Jerolim Miše
Jerolim Miše (Split, 25. rujna 1890. – Split, 14. rujna 1970.), bio je hrvatski slikar, poznat po svom opusu slika razuzdanih tema i mrtvih priroda.

## Životopis
Jerolim Miše je nakon školovanja u rodnom Splitu,  započeo je studij na tadašnjoj  Privremenoj višoj školi za umjetnost i obrt u Zagrebu 1910./11. Vrlo je brzo izbačen s Akademije zbog kritike objavljene u listu Zvono, u kojoj je napao svog profesora Mencija Klementa Crnčića. Studij je nastavio u Rimu na Instituto di Belle Arti, potom odlazi na Akademiju u Firencu i nastavlja studij 1913. – 14. 
Nakon toga 1922. provodi na studijskom putovanju po Münchenu, Berlinu i Dresdenu, gdje se upoznaje sa starim majstorima ali i Cézanneovim slikarstvom. Potom u dva navrata (1925. i 1929.) ide u Pariz, koji na njega presudno djeluje, i tu likovno sazrijeva.
Od 1917. – 1937. radi kao srednjoškolski profesor u Krapini, Slavonskom brodu i Zagrebu. Od 1937. predaje na Umjetničkoj akademiji u Beogradu, da bi se 1941. vratio u Zagreb, gdje od 1943. predaje na Akademiji likovnih umjetnosti, na kojoj će raditi do umirovljenja 1961. godine
Prvu samostalnu izložbu priredio je u Splitu 1914., potom je izlagao s Grupom nezavisnih (Ljubo Babić, Vladimir Becić, Jozo Kljaković, Frano Kršinić, Ivan Meštrović, Jerolim Miše, Marin Studin, Zlatko Šulentić, Vladimir Varlaj),  zatim s Grupom četvorice (Babić -Becić  Miše, Vanka) odnosno s Grupom Trojice (Babić -Becić - Miše). Izlagao je na kolektivnim jugoslavenskim izložbama u Parizu (1919.) i Londonu (1930.). 
Samostalne izložbe priredio je u Splitu, Slavonskom Brodu, Rijeci, Zadru, Zagrebu i Beogradu.
Trajno će ostati upamćen po svojim ekspresionističkim portretima, slikama pijanki i razuzdana veselja, autoportretima i brojnim mrtvim prirodama. Osobito su mu ležali mali pejzaži Brača, Šolte, Krka, Korčule i dubrovačkog kraja.
Jerolim Miše umro je 14. rujna 1970. godine u Splitu.

## Vanjske poveznice
- Galerija Divila, Jerolim Miše  Arhivirana inačica izvorne stranice od 3. travnja 2010. (Wayback Machine)
- Jerolim Miše u galeriji Adris, Adris grupa d.d.